# Rosita Paredes
Rosa Cecilia Paredes Jumbo (Guayaquil, 2 de mayo de 1952-ibídem, 11 de agosto de 1973) fue una maestra, sindicalista y activista política ecuatoriana de ideología comunista asesinada durante la dictadura de Guillermo Rodríguez Lara. Miembro del Partido Comunista Marxista Leninista del Ecuador y de la Unión Nacional de Educadores fue una mujer que fue  convertida en heroína de su partido por su actidud motivadora a la vez que reconocida como símbolo nacional de la lucha popular contra la dictadura.

## Biografía

### Infancia y estudios
Rosa Paredes Jumbo nació el 2 de mayo de 1952 en la ciudad de Guayaquil, hija de Fausto Paredes Meza, conserje del conservatorio, y de María Jumbo. Bautizada en la catedral le impusieron por padrinos a los músicos José Barniol y Jorge Raiky y a sus esposas.Por las problemas económicos la madre abandonó el hogar en la niñez de Rosa quedándose con su padre luego de que éste impidiera que un pareja de jóvenes esposos de Suiza, los Raiky, la adopten.
Recibió la instrucción primaria desde el primero hasta el cuarto grado en el colegio Santa Marianita de Jesús, luego pasaría a la escuela Gabriela Mistral. Sus estudios secundarios los realizó en el Instituto Superior Pedagógico Rita Lecumberri donde se graduó de bachiller en Ciencias de la Educación el 3 de febrero de 1973. Paralelamente se educó en el Conservatorio Antonio Neumane graduándose de profesora de música en esa institución. Su nombramiento como profesora especial de música y canto lo recibió el 15 de julio de 1973.

### Actividad sindical
Desde 1971 se vinculó al movimiento estudiantil de izquierda y a la Federación de Estudiantes Secundarios (FESE). También se unirá al Partido Comunista Marxista Leninista del Ecuador (PCMLE). Uno de los primeros actos que encabeza fue desde el colegio Leonidas García en una huelga que logra la destitución de la rectora de la institución. El 25 de septiembre de 1972 es apresada tras la disolución de una manifestación estudiantil.

### Muerte
El 10 de agosto de 1973, en el régimen de Guillermo Rodríguez Lara, la dirigencia de la Unión Nacional de Educadores (UNE) del Guayas convoca a una asamblea la cual resuelve iniciar una marcha exigiendo la salida del General Durán Arcentales del Ministerio de Educación y la restitución de los cargos a los maestros cancelados por la dictadura. Esta movilización sería reprimida por la policía que lanzó bombas lacrimógenas a la multitud una de las cuales cayó en la frente de Rosa Paredes. Su cuerpo fue impedido de ingresar a varios de los hospitales y clínicas a donde era conducida por sus compañeros; cuando por fin lograron burlar la acción de los agentes fue ingresada en la Clínica Guayaquil la cual se negó a intervenir si no se cancelaba los valores de la operación. Finalmente fallece a la 2 de la tarde del 11 de agosto.

## Legado
Reivindicada por diversas organizaciones de izquierda entre las que se encuentra el Partido Comunista Marxista Leninista del Ecuador (PCMLE), la Unión Nacional de Educadores (UNE), el Frente de Artistas Populares; organizaciones en las cuales militó siendo considerada una luchadora popular y heroína del PCMLE. El Frente de Artistas Populares y la UNE realizan anualmente el Festival de Música Popular Rosa de Agosto nombrado en su honor.